# Баш-Калах
Баш-Калах (перс. دهستان باش‌قلعه) — дехестан в Ірані, у Центральному бахші шахрестану Урмія провінції Західний Азербайджан. До складу дехестану входять 38 сіл.

## Села
Аєблу, Айсі-Луй-є-Земі, Айсі-Луй-є-Хейдарлу, Амірабад, Беренджабад, Бурбур, Ґазнак, Ґольмарз-е-Софлі, Ґуйджалі-Тапе, Ґуйдже-Алі-Аслан, Дадех-Сакі, Данкаралу, Еслам-Панах-Абаді-Джадід, Калах-е-Азізбіґ, Карабколу, Кахреманлуй-є-Алія, Кахреманлуй-є-Софлі, Кезель-Хаджілу, Кечах-Баш, Косур, Мазраее-Оудж-Овлар, Сарі-Бейґлуй-є-Аралік, Саріджалу, Сафарбехі, Сафарколі-Хан-Канді, Такалу, Тупрак-Калах, Чічаґлуй-є-Мансур, Чічаклуй-є-Баш-Калах, Шахрак-е-Ґольмарз, Шахрак-е-Санаті-є-Оруміє, Шейх-Теймур, Шур-Канд, Юркунабад-е-Алія, Юркунабад-е-Софлі, Юсефабад-е-Шах-Мірза-Канді, Яґмур-Алі.